# Ann Todd
Ann Todd (Hartford, Cheshire, 24 de enero de 1907–Londres, 6 de mayo de 1993) fue una actriz británica.

## Biografía
Estudió en la St. Winifrid's School de Eastbourne. 
Se hizo una popular actriz actuando en películas como Perfect Strangers (1945, en el papel de una enfermera) y The Seventh Veil (1945, como una pianista). Quizás es más conocida por su papel de esposa de Gregory Peck en la película de Alfred Hitchcock The Paradine Case (1947). 
Además de su actividad como actriz, Todd produjo una serie de películas de viajes. También publicó una autobiografía titulada The Eighth Veil, una alusión al film que la convirtió en una estrella en el Reino Unido. 
Ann Todd se casó en tres ocasiones. Su primer marido, Victor Malcolm, era nieto de Lillie Langtry. Sus otros dos maridos, Nigel Tangye y David Lean, eran primos carnales. Todd se casó con el director cinematográfico David Lean en 1949, trabajando en varias de sus películas, incluyendo The Passionate Friends (1949), Madeleine (1950) y The Sound Barrier (1952).  
Ann Todd falleció en 1993 en Londres (Inglaterra) a causa de un ictus. Tenía 84 años de edad. 

## Filmografía parcial
- These Charming People (1931) como Pamela Crawford
- The Ghost Train (1931) como Peggy Murdock
- Keepers of Youth (1931) como Millicent
- The Water Gipsies (1932) como Jane Bell
- The Return of Bulldog Drummond (1934) como Phyllis Drummond
- Things to Come (1936) como Mary Gordon
- Action for Slander (1937) como Ann Daviot
- The Squeaker (1937) como Carol Stedman
- South Riding (1938) como Midge Carne
- Ann and Harold (1938, TV Series) como Ann Teviot
- Tower of London (1939) como princesa (sin acreditar)
- Poison Pen (1939) as Ann Rider
- Danny Boy (1941) como Jane Kaye
- Ships with Wings (1942) como Kay Gordon
- Perfect Strangers (1945) como Elena
- The Seventh Veil (1945) como Francesca
- Gaiety George (1946) como Kathryn Davis
- The Paradine Case (1947) como Gay Keane
- So Evil My Love (1948) como Olivia Harwood
- Daybreak (1948) como Frankie
- The Passionate Friends (1949) como Mary Justin
- Madeleine (1950) como Madeleine Smith
- The Sound Barrier (1952) como Susan Garthwaite
- BBC Sunday-Night Theatre (1952-1954, Serie de TV) como Gran Duquesa Tatiana Petrovna / Princesa Louise
- The Green Scarf (1954) como Solange Vauthier
- The Alcoa Hour (1955, Serie de TV) como Jane Cornish
- The United States Steel Hour (1955, Serie de TV) como Evelyn Holt
- Time Without Pity (1957) como Honor Stanford
- Climax! (1957, Serie de TV) como Jane Palmer
- General Electric Theater (1958, Serie de TV) como Cynthia Spence
- Alfred Hitchcock Presents (1958, Serie de TV) como Sylvia Leeds Kent
- Playhouse 90 (1958-1959, Serie de TV) como Laura Mills / Lady Diane Goodfellow
- Armchair Theatre (1958-1966, Serie de TV) como Lady Baynton / Marguerite Gautier
- The Offshore Island (1959, película para televisión) como Rachel Verney
- Taste of Fear (1961) como Jane Appleby
- Thriller (American TV series) (1961), como Sylvia Lawrence
- The Son of Captain Blood (1962) como Arabella Blood
- Ninety Degrees in the Shade (1965) como Mrs Kurka
- Thirty-Minute Theatre (1967, Serie de TV) como The Woman
- The Fiend (1972) como Birdy Wemys
- The Human Factor (1979) como la madre de Castle
- Maelstrom (1985, Miniserie) como Astrid Linderman
- Screen Two (1986, Serie de TV) como Mrs. Forbes-Duthie
- Maigret (1992, Serie de TV) como Mlle. Josette (último papel)